# William Drummond (4e vicomte Strathallan)
Pour les articles homonymes, voir Drummond et William Drummond.
William Drummond, 4e vicomte Strathallan (1690 – 16 avril 1746) est un pair écossais et jacobite, décédé à la bataille de Culloden.
Gracié pour sa participation à la Rébellion jacobite de 1715, il lève une troupe de cavalerie pour Charles Édouard Stuart en 1745 qui le nomme gouverneur Jacobite de Perth. Alors que l'armée principale envahit l'Angleterre, il reste en Écosse pour recruter des troupes supplémentaires et est remplacé par Lord John Drummond fin novembre 1745. Il est décédé à Culloden en avril 1746.
Son fils aîné James (1722-1765) participe également à l'Insurrection et s'enfuit en France. Il est déclaré hors la loi en juillet 1746, perdant ses titres et ses terres. Ses propriétés sont rachetées par la famille à sa mort en 1765 et les titres restaurés en 1824.

## Biographie

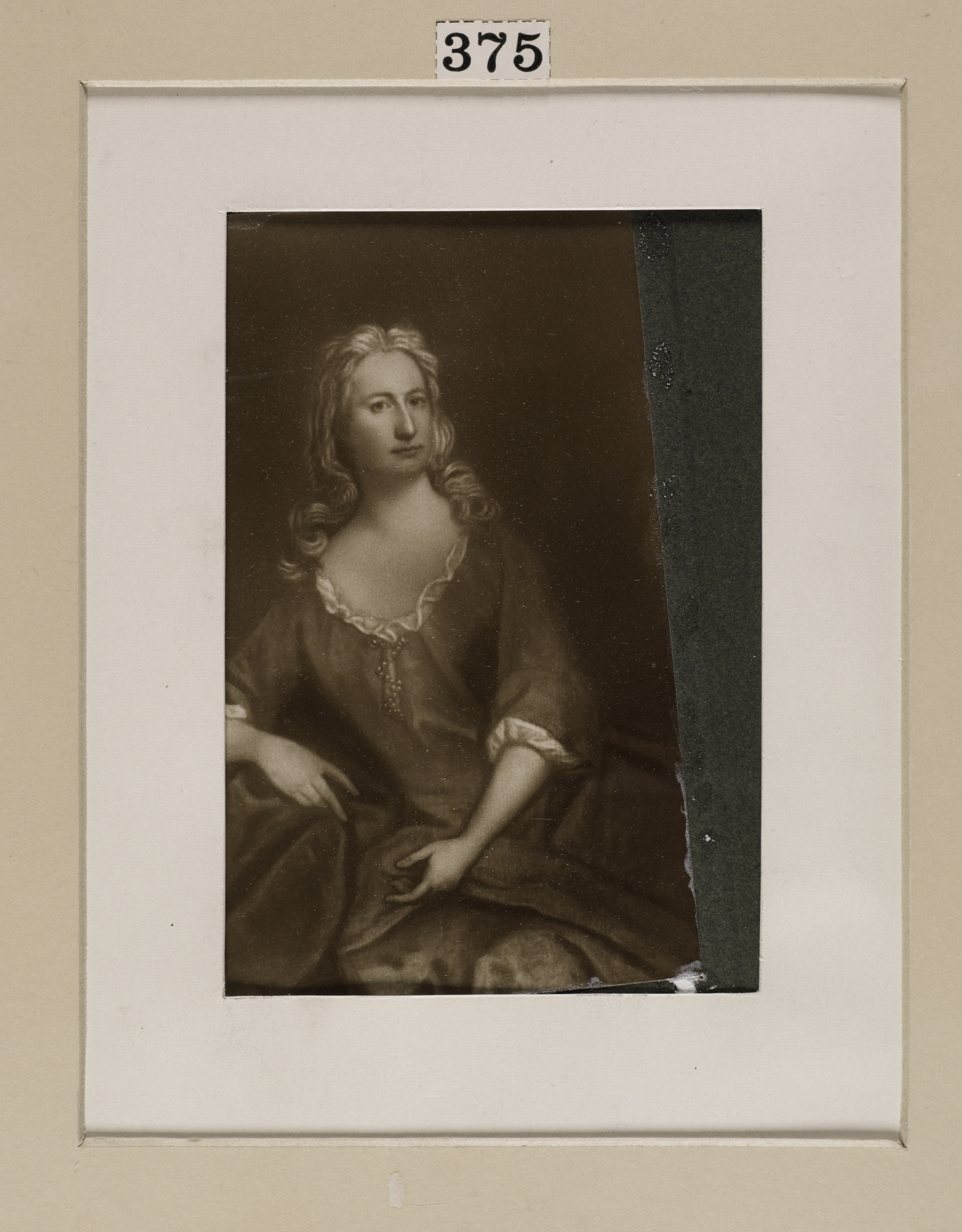
Belle-mère jacobite de Drummond, Lady Nairne (1669-1747)

William Drummond est le fils aîné de Sir John Drummond de Machany (vers 1670-1707) et de Margaret, fille de Sir William Stewart d'Innernytie. Sa date de naissance est fixée à 1690 mais il y a un doute sur ce point, puisque son frère cadet Andrew est né en 1688.
Les Drummonds sont des partisans éminents de Jacques II ; les membres principaux de la famille, James Drummond (4e comte de Perth) et John Drummond (1er comte de Melfort) (1649-1714), se convertissent tous deux au catholicisme et l'accompagnent en exil après la Glorieuse Révolution de 1688. En juillet 1690, les propriétés de Sir John sont confisquées par le Parlement d'Écosse, mais elles sont restituées par la suite . Détenu au château de Stirling, il est libéré en juillet 1692 pour cause de maladie mentale et est décédé en 1707 .
Drummond succède à son cousin William en tant que vicomte Strathallan en 1711 et l'année suivante épouse Margaret Murray (1692-1773). Ils ont 13 enfants, dont James (1722-1765), William (1724-1772), Robert (1728-1804) et Henry Drummond (1730-1795). James (1722-1765) est déclaré hors la loi en 1746 et meurt en exil, alors que Robert et Henry rejoignent leur oncle Andrew Drummond (banquier) (1686-1769) pour fonder la banque Drummonds. À la mort de James en 1765, ses propriétés confisquées sont mises en vente par le gouvernement et rachetées par sa famille; le titre de vicomte Strathallan est restauré en 1824 .
Margaret est également issue d'une famille jacobite ; son père William Murray (2e Lord Nairne) est le frère cadet de John Murray (1er duc d'Atholl) et combat lors de la Rébellion jacobite de 1715. Lady Nairne (1669-1747) est une Jacobite engagée toute sa vie et aurait exercé une forte influence sur son mari, son gendre et ses neveux, William Murray (marquis de Tullibardine) (1689-1746), Lord Charles (1691-1720) et Lord George Murray (1694-1760) .

## Carrière

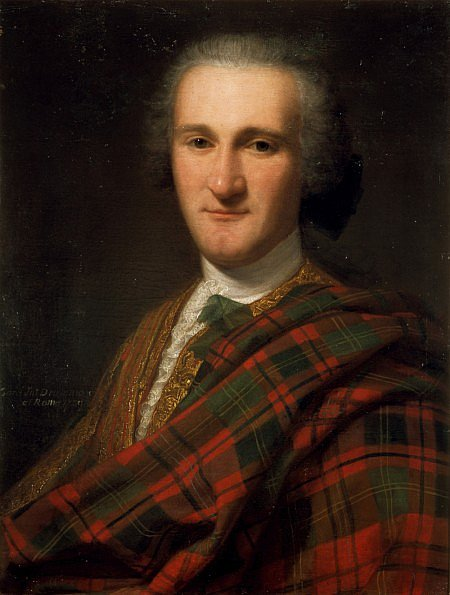
Le cousin de Strathallan, Lord John Drummond, qui l'a remplacé comme commandant en Écosse

Strathallan fait partie d'une cellule de loyalistes Stuart du Perthshire, centrée sur les familles Drummond et Murray, dont beaucoup sont également liées par le mariage. Strathallan, son frère Thomas, Lord Nairne, Tullibardine, Lord Charles et Lord George Murray sont parmi les premiers à rejoindre la Rébellion jacobite de 1715, bien que le duc d'Atholl évite de prendre parti. Strathallan est présent à la bataille indécise de Sheriffmuir, mais échappe à la capture ou aux poursuites avant que la loi sur l'indemnisation de 1717 n'accorde à tous les participants une grâce générale .
La révolte de 1719 s'effondre avant d'atteindre le Perthshire. Au cours des années suivantes, de nombreux exilés, dont Lord George Murray, acceptent des pardons et rentrent chez eux, tandis que la construction de routes militaires donne au gouvernement un plus grand contrôle sur les Highlands. Il est soutenu que le jacobitisme n'a survécu qu'en raison des liens sociaux étroits entre un petit nombre de familles comme les Drummonds .
Charles débarque à Eriskay en juillet 1745 et lance le soulèvement en août. Utilisant les nouvelles routes, les Jacobites marchent sur Édimbourg, atteignant Perth le 3 septembre. Ils y sont rejoints par Strathallan, Lord George Murray et plusieurs membres de sa famille élargie. Il amène également 36 soldats et leurs domestiques, intitulés Perthshire ou Strathallan's Horse; seule unité de cavalerie jacobite présente à la Bataille de Prestonpans en septembre, elle n'a pas participé à la bataille qui a duré moins de 20 minutes .
Commandé par William Boyd (4e comte de Kilmarnock), le Perthshire Horse accompagne l'invasion de l'Angleterre, tandis que Strathallan reste à Perth pour lever des troupes supplémentaires. Le 21 novembre, le colonel Lachlan Maclachlan, tué à Culloden, est renvoyé en Écosse avec pour instructions de rassembler ces recrues et de les ramener en Angleterre . Au moment de son arrivée, Strathallan a été remplacé par son cousin Lord John Drummond, qui a annulé ces ordres. En tant qu'officier en service dans l'armée française, il a pour instruction de ne pas entrer en Angleterre tant que toutes les forteresses détenues par les troupes du gouvernement britannique en Écosse n'auraient pas été prises .
Début janvier, les Jacobites assiègent le château de Stirling et, le 13, Henry Hawley, commandant du gouvernement en Écosse, marche vers le nord d’Édimbourg à son grand soulagement. Les deux forces établissent un contact à l'extérieur de Falkirk le 17 janvier, mais Hawley suppose qu'il n'y aurait aucune action ce jour-là. Vers 13 heures, les Jacobites commencent à avancer; cela déclenche la bataille de Falkirk Muir, qui se déroule dans des chutes de neige et est marquée par la confusion des deux côtés. Le Perthshire Horse n'est pas engagé et bien qu'une victoire jacobite, l'échec de la poursuite permet aux troupes de Hawley de battre en retraite en bon ordre.
Le 30 janvier, l'armée gouvernementale reprend son avance. Affaiblis par la désertion, les Jacobites abandonnent le siège de Stirling et se retirent à Inverness pour l'hiver. L'armée de Cumberland entre à Aberdeen le 27 février et les deux parties suspendent leurs opérations jusqu'à ce que le temps s'améliore. Au printemps, les Jacobites sont à court de nourriture, d'argent et d'armes et lorsque Cumberland quitte Aberdeen le 8 avril, les dirigeants conviennent que la bataille est leur meilleure option .

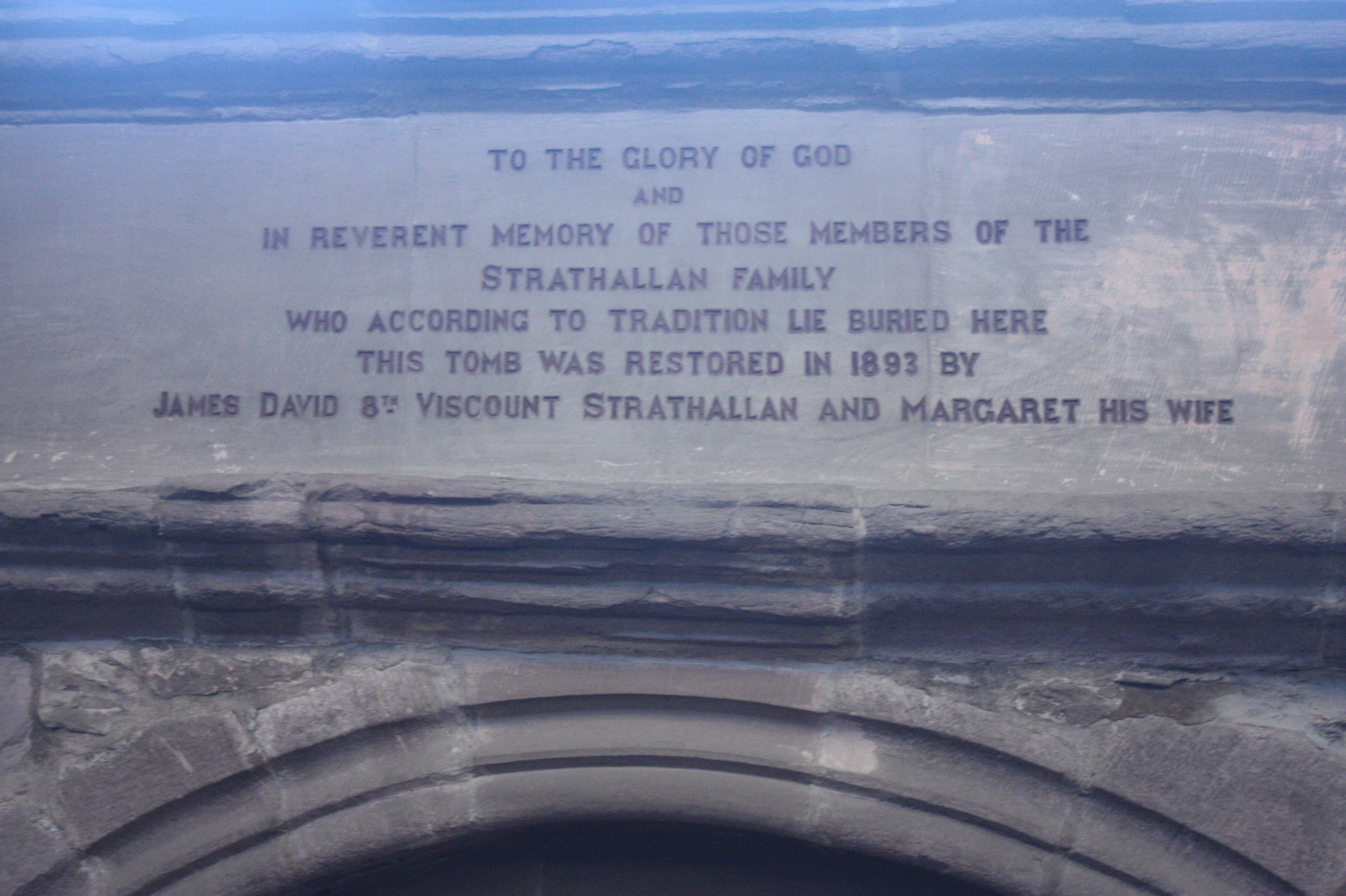
Mémorial de Strathallan dans la cathédrale de Dunblane

Au moment de Culloden, le Perthshire Horse comprend 80 à 70 hommes, répartis en deux troupes, mais leurs chevaux auraient été en très mauvais état . La bataille dure moins d'une heure; après que les Highlanders aient été repoussés, l'armée gouvernementale s'avance contre les deuxième et troisième lignes jacobites, contenant l'infanterie régulière et la cavalerie des Lowlands. Leur résistance permet à Charles et ses aides de s'échapper mais le cheval de Strathallan est tué sous lui et selon la tradition, il est ensuite tué par le colonel George Howard du 3e régiment d'infanterie. Avant sa mort, il aurait reçu un dernier sacrement de gâteau à l'avoine et de whisky de John Maitland de Careston, aumônier du Forfarshire Regiment .
Il aurait été enterré dans la cathédrale de Dunblane et la tombe restaurée en 1893; sa femme est détenue au château d'Édimbourg, puis libérée en novembre 1746. Son fils aîné James s'enfuit en France, perdant son titre et ses terres; il reçoit une commission dans le Royal-Écossais, un régiment d'exilés écossais servant dans l'armée française . La famille achète ses domaines à sa mort en 1765, mais le titre n'est restauré qu'en 1824.